# Mirela Balić

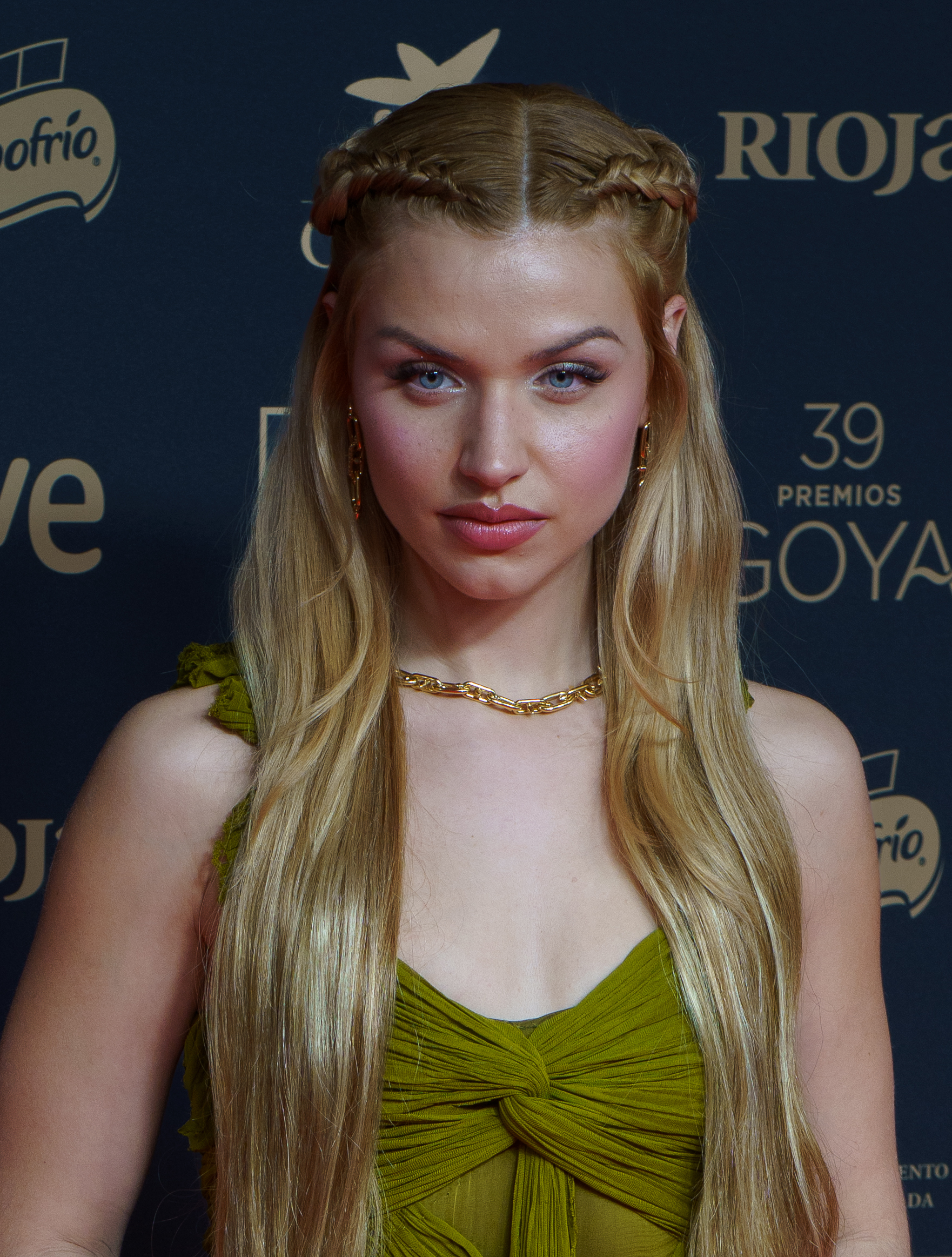
Mirela Balić, 2025

Mirela Balić Stefanović (* 27. August 1999 in Madrid) ist eine spanische Schauspielerin kroatisch-serbischer Abstammung.

## Leben und Karriere
Balić wurde in Madrid geboren. Ihre Mutter stammt aus Belgrad und ihr Vater aus Split. Sie studierte Schauspiel an der RESAD (Real Escuela Superior de Arte Dramático). Ihr Debüt gab sie 2021 in der Serie Alba. Anschließend bekam sie 2022 eine Rolle in dem Film Código emperador. 2023 wurde sie für die Serie Cristo y Rey gecastet. Im selben Jahr trat sie in Beach House auf. Außerdem war sie in der siebten und achten Staffel von Élite zu sehen. 2025 spielte sie die Hauptrolle Peyton in Mala influencia.

## Filmografie
Filme
- 2022: Código emperador
- 2023: Beach House
- 2025: Mala influencia

Serien
- 2021: Alba
- 2023: Cristo y Rey
- 2023: Tú también lo harías
- 2023: Zorras
- 2023–2024: Élite
- 2024: Un nuevo amanecer